# .rs
.rs je vrhovna internetska domena (country code top-level domain - ccTLD) za Srbiju. Domenom upravlja RNIDS.

## Vanjske poveznice
- IANA .rs whois informacija  Arhivirana inačica izvorne stranice od 14. listopada 2007. (Wayback Machine)
- Registracija domena